# سیتی لندن
سیتی لندن (به انگلیسی: City of London) شهری مستقل درون شهر لندن است. سیتی هستهٔ تاریخی لندن است. سیتی لندن توسط شرکت سیتی لندن اداره می‌شود که به نسبت دولت‌های محلی دارای قدرت بسیار زیاد و منحصر به فردی نظیر تشکیل پلیس مستقل است. رئیس شرکت، لرد شهردار سیتی لندن است که از شهردار شهر لندن مجزاست. رئیس فعلی اندرو پارملی است.
محله سیتی لندن قلب فعالیت‌های اقتصادی بریتانیا است و در قرن ۱۹ مرکز فعالیت‌های اقتصادی تمامی دنیا بوده‌است.
سیتی جمعیتی در حدود ۱۰ هزار نفر دارد، اما نزدیک ۳۳۰،۰۰۰ نفر در آن کار می‌کنند که بیشتر آن‌ها در بخش خدمات مالی فعال هستند.

## تاریخچه
تاریخچه این محله به تأسیس شهر لندن بازمی‌گردد. در حدود سال ۴۷ میلادی این مرکز به عنوان مرکز تجاری در زمان حضور رومیها در انگلیس بود. در زمان اوج خود این مرکز دارای جمعیتی حدود ۴۵۰۰۰ تا ۶۰۰۰۰ نفر بود. رومیها دیوار لندن را در بین سال‌های ۱۹۰ تا ۲۲۵ میلادی ساختند. دیوارهایی که رومیها ساختند تقریباً با دیوارهای امروزی سیتی لندن یکسان است. در زمان ایجاد دیوار قدرت رومیها در حال کاهش بود. شورش‌های بسیاری در قرن ۳ و ۴ میلادی رخ داد. در سال ۴۱۰ میلادی رومی‌ها به صورت کامل از بریتانیا خارج شدند. بیشتر ساختمان‌ها مخروبه شد و مرکز تجارت به لندنویک در غرب منتقل شد.
در قرن ۹ میلادی این مرکز دوباره به دست آنگلوساکسون‌ها ترمیم و بازسازی شد. در قرن ۱۰ و ۱۱ میلادی به تدریج مرکز تجارت به سیتی لندن بازگشت. بعد از پیروزی ویلیام اول او موفق نشد این شهر را تسخیر کند. در نهایت او با ساکنین آن به توافقی رسید و خودمختاری به آنان بخشید. او سه قلعه در نزدیکی این شهر ساخت تا ساکنان آن را تحت کنترل خود داشته باشد. سیتی چندین بار در طول تاریخ در آتش سوخته است که مهم‌ترین آن‌ها در سال‌های ۱۱۲۳ میلادی و ۱۶۶۶ میلادی اتفاق افتاده است. در قرن ۱۶ میلادی سیتی لندن به مهم‌ترین مرکز بانکداری، تجارت بین‌المللی و معاملات تبدیل شد. صرافی رویال در سال ۱۵۶۵ توسط سر توماس گرشم ایجاد شد. در سال ۱۷۰۸ کلیسای سنت پال ایجاد گردید. در سال ۱۷۳۴ بانک انگلستان به این شهر نقل مکان کرد. در قرن ۱۸ این شهر نقش مهمی در تأمین و مدیریت منابع مالی امپراطوری بریتانیا داشت. قرن ۱۹ باعث گسترش بیشتر این شهر شد.

## مدیریت
سیتی دارای وضعیت خاصی در انگلستان است که از زمان آنگلوساکسون به یادگار مانده‌است. دولت محلی آن شرکت سیتی لندن است که توسط لرد شهردار سیتی لندن مدیریت می‌شود. سیتی دارای نیروی پلیسی مجزا از پلیس شهر لندن می‌باشد. فعالیت‌های سیتی قلب فعالیت‌های اقتصادی بریتانیا است.

## اقتصاد
سیتی مانند وال استریت نیویورک قلب فعالیت‌های اقتصادی انگلستان و تمامی دنیا است. بازار بورس لندن، لویدز لندن (مؤسسه بیمه) و بانک انگلستان همه دارای دفتر مرکزی در سیتی هستند. بیش از ۵۰۰ بانک دارای دفتر در سیتی لندن می‌باشند. سیتی قلب معاملات فارکس و تعویض ارزهای رایج نیز می‌باشد. سیتی دارای ۲٫۴٪ کل بودجه سالیانه انگلستان است. قلب معاملات فارکس در تمامی دنیا شهر لندن است و بیشتر این معاملات در سیتی لندن انجام می‌شود. از ۳٫۹۸ تریلیون دلاری که در بازار فارکس جابجا می‌شود ۱٫۸۵ تریلیون در لندن انجام می‌شود که معادل ۴۶٫۷٪ است. بسیاری شرکتهای بین‌المللی نظیر آویوا، گروه بی‌تی، لویدز بانکینگ گروپ، اولد میچوال، پرودنشال، استاندارد چارتردو یونیلور در سیتی لندن ساکن هستند. چندین تن از بزرگترین شرکت‌های وکالت دنیا نظیر آلن و اوری، فرشفیلدز بروکهاس درینجر، دی‌ال‌ای پایپر، هوگان لاولز، لینکلیترز، اورشدز و اسلاتر و می در سیتی لندن ساکن هستند.